# St Brendan's Cathedral (Clonfert)

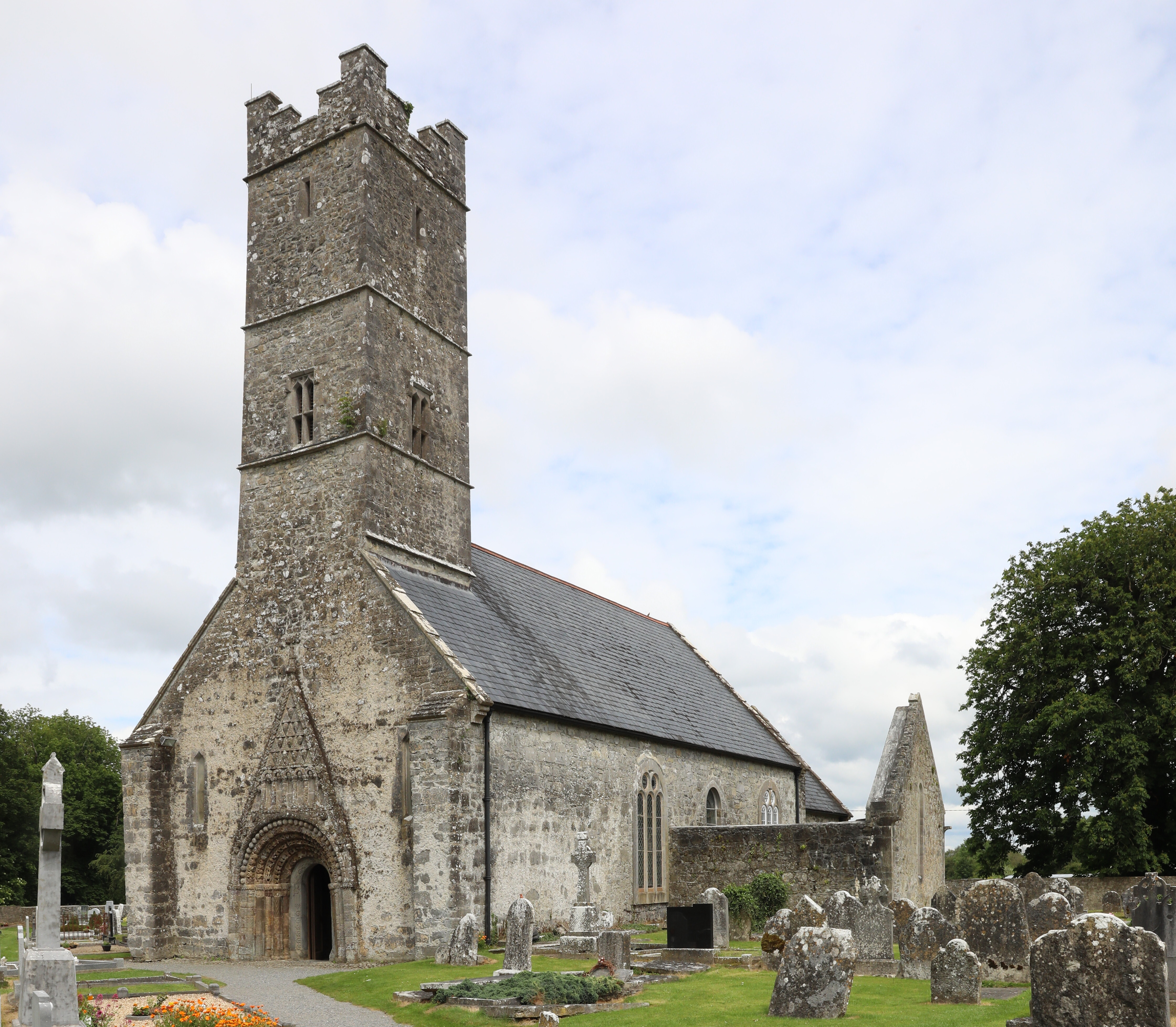
Kathedraal en kerkhof

St Brendan's Cathedral in de Ierse plaats Clonfert is een van de vijf kathedralen van het bisdom Tuam, Limerick en Killaloe in de Church of Ireland. In de onmiddellijke omgeving ligt Sint-Brandaan begraven. In de afgelegen kerk worden niet meer elke week diensten gehouden. Ze is vooral bekend door haar romaans portaal, dat als het meest bijzondere van Ierland wordt beschouwd.

## Geschiedenis
Op deze plaats stichtte Sint-Brandaan in 563 een klooster en werd hij rond 580 begraven. Hoewel gelegen in onvruchtbaar veenland, bloeide de religieuze gemeenschap en verwierf hij een reputatie van geleerdheid. Het klooster werd verschillende keren overvallen, onder meer door Vikingen in 844-845. 

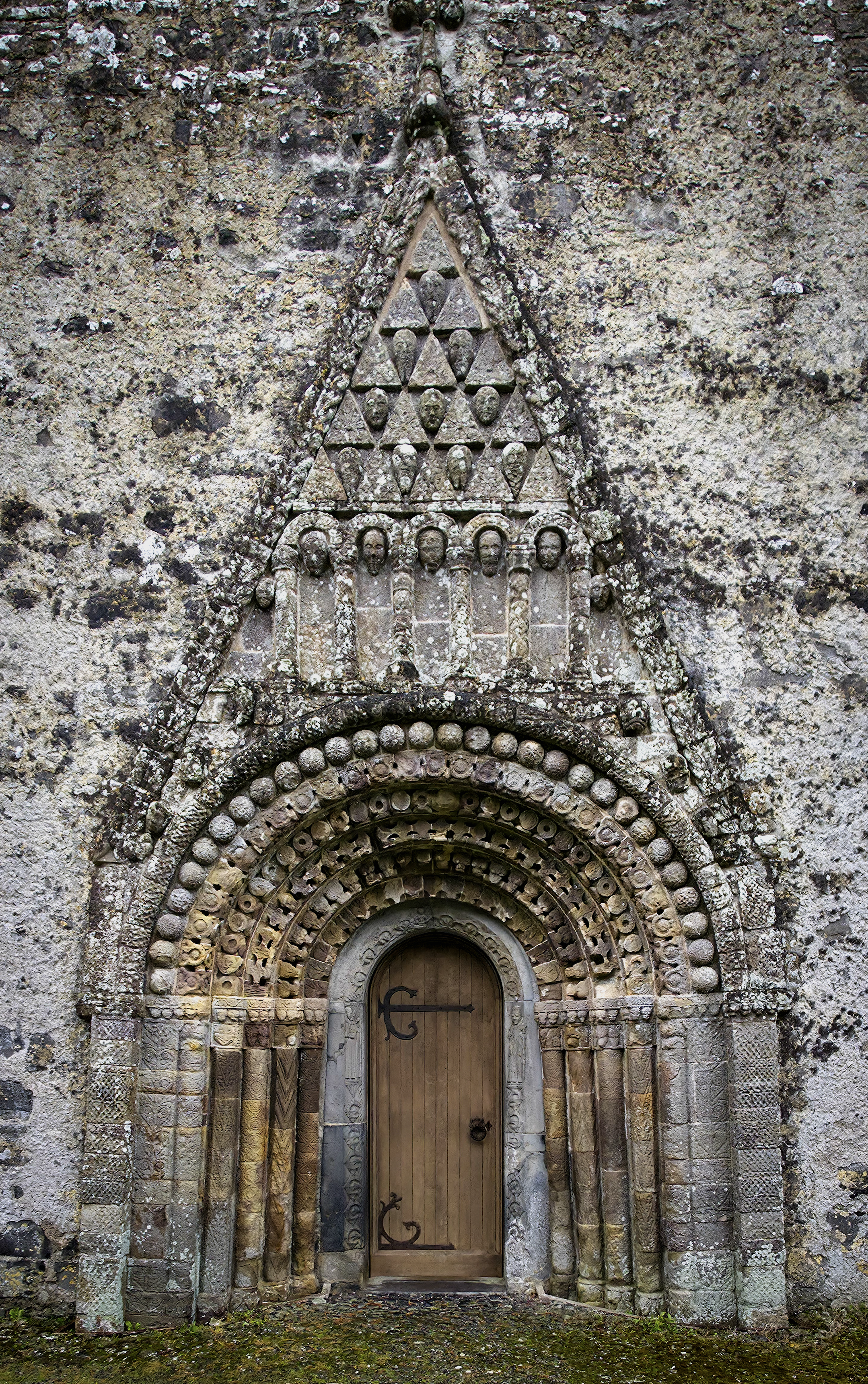
Portaal

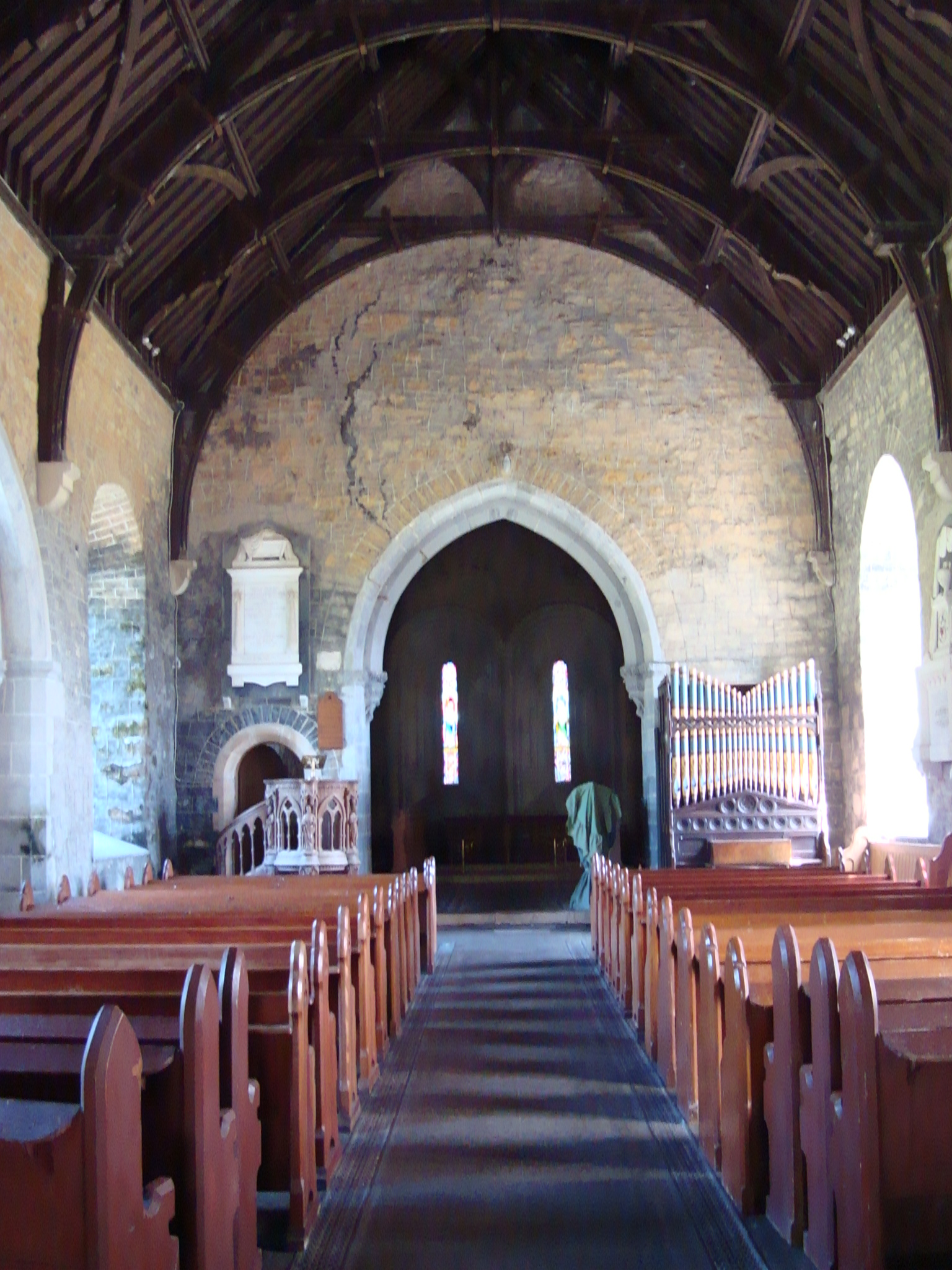
Interieur

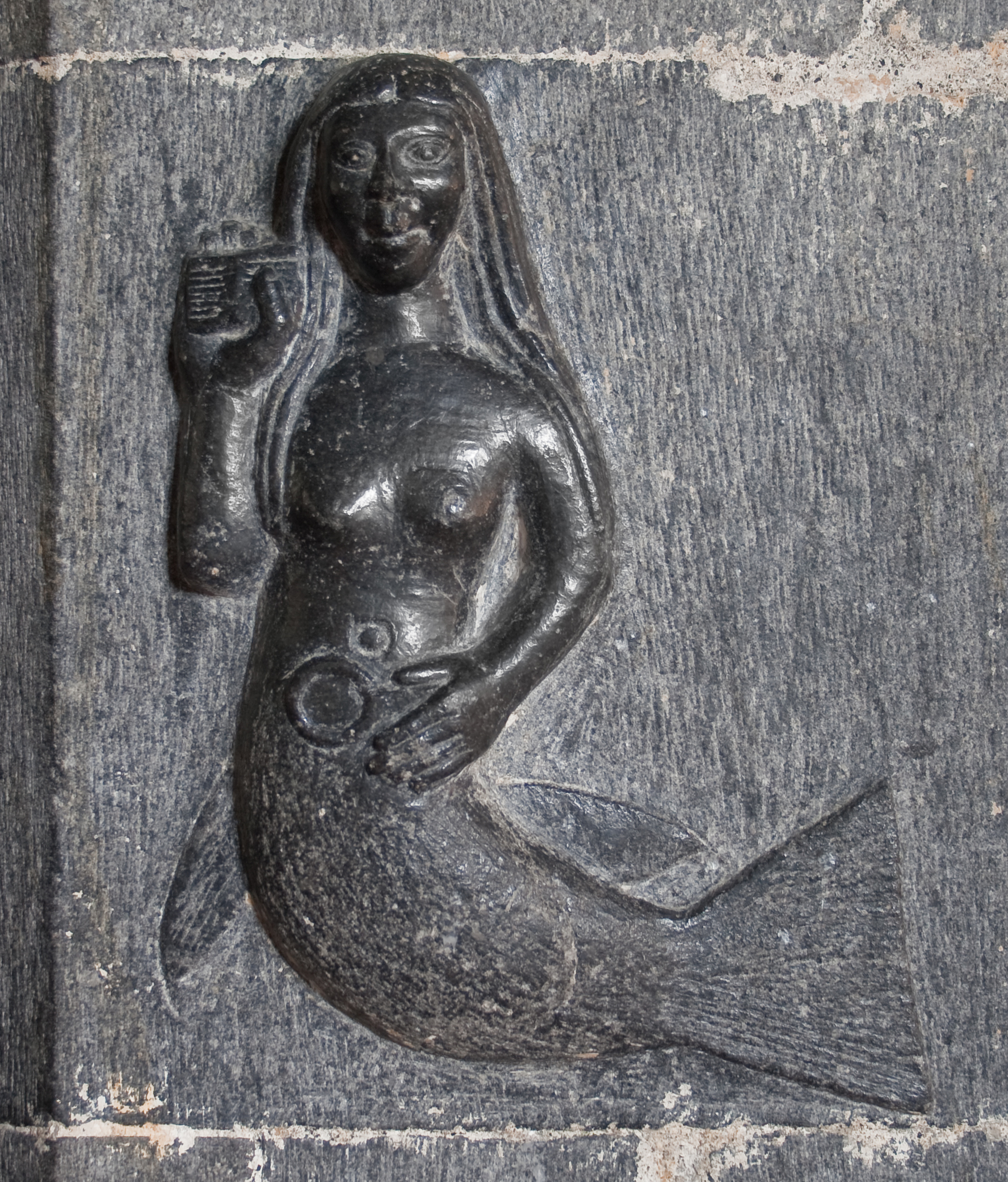
Interieursculptuur van een zeemeermin met kam en spiegel

In 1045 werd de kerk verwoest door de clan Uí Mháine. Vermoedelijk dateert het huidige gebouw – en met name het schip – van kort daarna. In 1111 wees de Synode van Rathbreasail de kerk aan als zetel van het bisdom Clonfert. In 1179 was de kathedraal zelf het toneel van een synode en was er opnieuw een brand. Vermoed wordt dat het romaanse westportaal uit deze periode stamt.
In die tijd moet het nog een zaalkerkje geweest zijn. Het koor wordt beschouwd als een 13e-eeuwse toevoeging en de toren en de transepten als 15e-eeuws.
Tegen het einde van de 16e eeuw kwam de kerk in handen van de protestanten.
Bij een restauratie in 1897 door architect Fuller werd het pleisterwerk verwijderd. In 1986 zijn de lekkende daken vervangen. In 2002 werd begonnen met de restauratie van het westportaal, dat lijdt onder verwering.

## Beschrijving
Het eenvoudige kerkgebouw bestaat uit een eenbeukig schip met daarachter een koor. Tegen de ingebouwde westtoren is een romaans portaal aangebouwd, dat zeer rijk gebeeldhouwd is. Onder een spits pediment met geïndividualiseerde mensenhoofden zijn zeven terugwijkende rondbooglijsten gevat. Ze bestaan telkens uit twee zuiltjes met kleine kapitelen waarop een archivolt rust. Typisch voor de iers-romaanse stijl is dat de zuiltjes enigszins schuin naar binnen staan. De sculpturale motieven zijn zeer gevarieerd en vertonen invloeden van Frankrijk tot Scandinavië.
Binnen is het houten dakgebinte zichtbaar gelaten. Het schip wordt van het koor gescheiden door een 15e-eeuwse triomfboog met fantasievolle sculpturen, waaronder een zeemeermin.

## Voetnoten
1. ↑  Clonfert Cathedral, Brackloon Castle and Farm (bezocht 5 augustus 2025)